# Забор'є (Маріїнський округ)
Забо́р'є (рос. Заборье) — селище у складі Маріїнського округу Кемеровської області, Росія.

## Населення
Населення — 6 осіб (2010; 25 у 2002).
Національний склад (станом на 2002 рік):
- росіяни — 96 %